# Oenas wilhelmsi
Oenas wilhelmsi is een keversoort uit de familie van oliekevers (Meloidae). De wetenschappelijke naam van de soort is voor het eerst geldig gepubliceerd in 1832 door Faldermann.